# 쿤 (프로게이머)
쿤(본명: 박재하, 1995년 6월 1일 ~ )은 대한민국의 전직 리그 오브 레전드 프로게이머이다. 프로게임단 지도자로도 활동했다. 선수 시절 포지션은 미드라이너였으며 아이디는 CooN이었다.

## 선수 시절
2016시즌을 앞두고 스타더스트에 입단하면서 프로 커리어를 시작했다.
2017년 6월, 담원 게이밍에 입단했다.
2018시즌을 앞두고 LMS 대만 1부리그 팀 아프로에 입단했다. 
2018시즌 종료 후 현역에서 은퇴했다.

## 지도자 생활
2019년 3월, 브리온 블레이드의 코치로 부임했다.
2020시즌을 앞두고 APK 프린스의 코치로 부임했다. 2020시즌 후 팀에서 퇴단했다.